# 115051 Safaeinili
115051 Safaeinili este un asteroid din centura principală de asteroizi.

## Descriere
115051 Safaeinili este un asteroid din centura principală de asteroizi. A fost descoperit pe 4 septembrie 2003 la Campo Imperatore, în cadrul proiectului CINEOS. Asteroidul prezintă o orbită caracterizată de o semiaxă mare de 3,11 ua, o excentricitate de 0,14 și o înclinație de 16,9° în raport cu ecliptica.